# Tujuh
El Tujuh (en indonesi: Gunung Tujuh) és un volcà de l'illa de Sumatra, Indonèsia. Es troba dins el Parc Nacional de Kerinci Seblat, a la província de Jambi, a uns pocs quilòmetres a l'est del volcà Kerinci. Té set cims (tujuh), dels quals només se n'han escalat tres, el més alt dels quals s'eleva fins als 2.732 msnm. Té una caldera, parcialment ocupada per un llac de cràter, el Danau Gunung Tujuh, d'uns 10 km² i situat a 1.996 msnm.
La muntanya acull una de les tres poblacions salvatges conegudes de la planta tropical Nepenthes aristolochioides.